# Рамос-Мехия
Рамос-Мехи́я (исп. Ramos Mejía) — город в Аргентине в провинции Буэнос-Айрес в муниципалитете Ла-Матанса.

## История
В XVIII веке в Южную Америку переселился из Испании Грегорио Рамос Мехия. В начале XIX века его потомки приобрели землю в этих местах. В 1858 году здесь была построена железнодорожная станция Хенераль-Сан-Мартин. Понимая перспективы железнодорожного транспорта, потомки Рамоса Мехии пожертвовали землю под развитие станции, которая была переименована в «Рамос-Мехия». Вокруг станции вырос населённый пункт.

## Известные уроженцы
- Дамиан Сифрон (род. 1975) — режиссёр и сценарист.
- Агустин Орион (род. 1981) — футболист.
- Фернандо Тобио (род. 1989) — футболист.